# Wieprz (Zalewo)

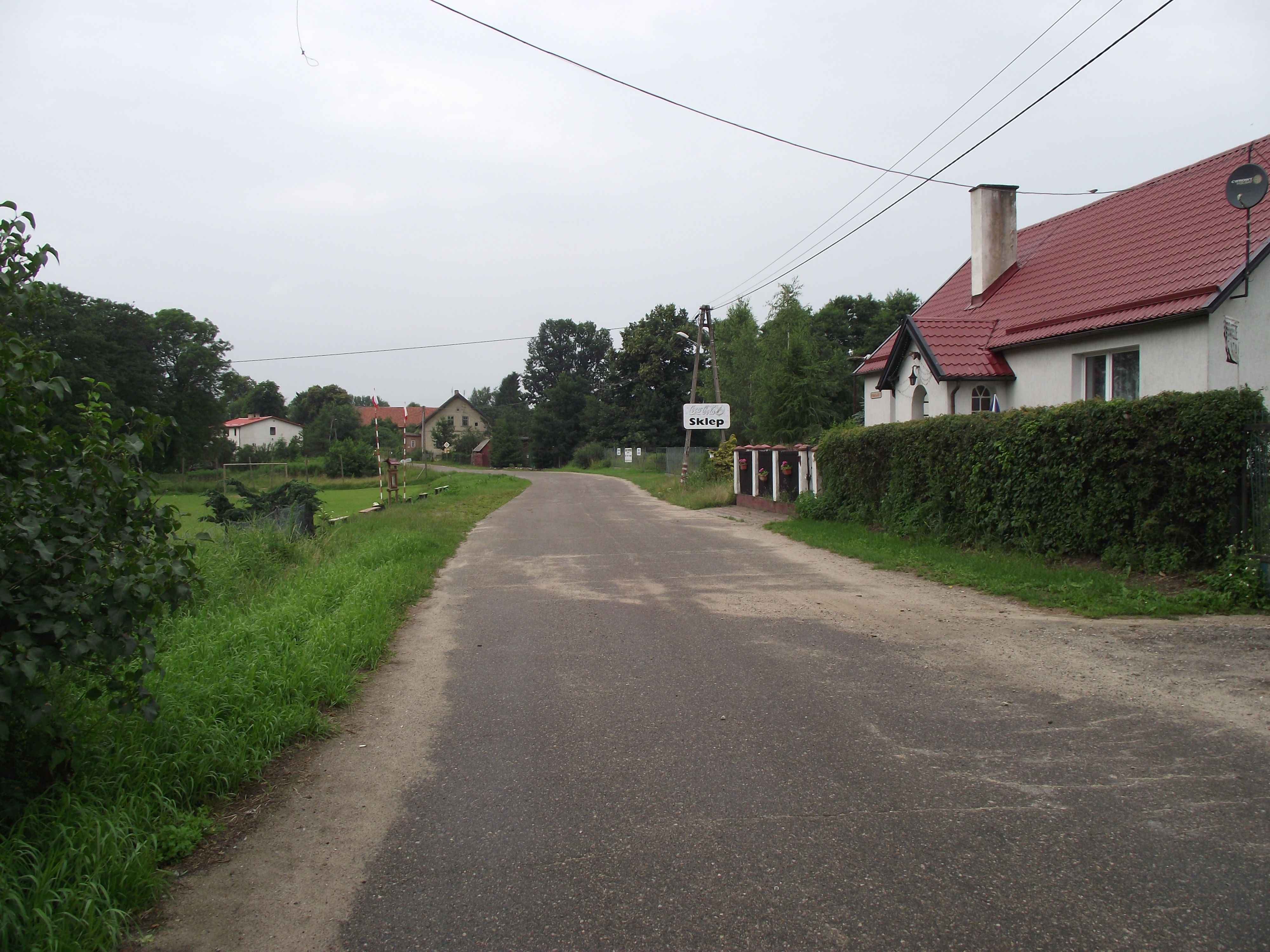
Wieprz

Wieprz (deutsch Weepers) ist eine Ortschaft in der Woiwodschaft Ermland-Masuren im nordöstlichen Polen. Der Ort gehört zur Gmina Zalewo im Powiat Iławski. 

## Geographie
Wieprz liegt in der Moränenlandschaft des Oberlands, etwa 15 Kilometer südlich von Zalewo. Das Gebiet gehört zum Landschaftsschutzpark Eylauer Seenplatte. Der Ort liegt unmittelbar am Jezioro Jeziorak (Geserichsee). Er ist durch einen Damm mit Wielki Bukowiec (dem Bukowitzwerder) verbunden, einer Insel im Geserichsee.

## Geschichte
Weepers wurde vom Deutschen Orden als Hakenzinsdorf gegründet.
Im Jahre 1874 wurde ein Amtsbezirk Weepers im Kreis Mohrungen eingerichtet. Er bestand aus den Landgemeinden Albrechtswalde, Kerpen, Schliewe, Skittlauken, Ulpitten und Weepers und den Gutsbezirken Gablauken, Kerpen, Pomehlen und Schliewe. Die Verwaltung übernahm in den ersten Jahren der Bürgermeister von Saalfeld im Nebenamt. Im Jahre 1882 wurde der Amtsbezirk wieder aufgelöst und mit dem Amtsbezirk Auer vereinigt.
Im Jahre 1928 wurde der Gutsbezirk Pomehlen in die Landgemeinde Weepers eingemeindet. Zur Landgemeinde gehörten außerdem die bewohnten Inseln Bukowitzwerder und Lindenwerder im Geserichsee, während die Wasserfläche des Geserichsees den Status eines eigenen Gutsbezirks hatte.
Nach der Eingliederung in den polnischen Staat wurde Weepers in Wieprz umbenannt und der neugebildeten Gmina Zalewo angeschlossen. Der Name Wieprz war bereits in Südpolen als Orts- und Gewässername geläufig. Der Ort ist heute Sitz eines Schulzenamtes der Gmina Zalewo, zu dem noch Gubławki (Gablauken), Karpowo (Kerpen) und Pomielin (Pomehlen) gehören.

## Persönlichkeiten
- Dietrich Stobbe (1938–2011), 1977–1981 Regierender Bürgermeister von Berlin